# Équipe cycliste Helvetia
Pour les articles homonymes, voir Helvetia (homonymie).
Helvetia  est une ancienne équipe cycliste suisse ayant existé de 1989 à 1992.

## Évolution du nom de l'équipe
- 1989-1991 Helvetia - La Suisse
- 1992 Helvetia

## Principaux coureurs
- Gérard Rué
- Steve Bauer
- Gilles Delion
- Pascal Richard
- Mauro Gianetti
- Michael Wilson
- Rolf Aldag
- Laurent Dufaux
- Beat Zberg
- Jean-Claude Leclercq

## Principales victoires

### Classiques
- Grand Prix de Zurich
  - 1989 Steve Bauer
- Tour de Lombardie
  - 1990 Gilles Delion

### Grand Tours

#### Tour de France
- 1 étape : Pascal Richard  (1989)

### Autres courses
- 5 étapes sur le Tirreno-Adriatico (1 en 1989, 2 en 1990, 2 en 1991)
- 4 étapes sur le Tour de Suisse (1 en 1989, 3 en 1991)
- 3 étapes sur le Tour de Romandie (en 1991)
- 1 étape sur le Dauphiné libéré (en 1992)